# Takashi Mitsukuri
Takashi Mitsukuri (三栗 崇, Mitsukuri Takashi), né le 19 février 1939 dans la préfecture de Toyama, est un gymnaste artistique japonais. Il est marié à la gymnaste Taniko Nakamura.

## Palmarès

### Jeux olympiques
- Rome 1960
  -  médaille d'or au concours par équipes
- Tokyo 1964
  -  médaille d'or au concours par équipes

### Championnats du monde
- Prague 1962
  -  médaille d'or au concours par équipes
  -  médaille de bronze au cheval d'arçons
- Dortmund 1966
  -  médaille d'or au concours par équipes
  -  médaille de bronze à la barre fixe